# Cassephyra formosa
Cassephyra formosa là một loài bướm đêm trong họ Geometridae.